# Charlie Blast's Territory
Charlie Blast's Territory (parfois appelé Charlie Blast's Challenge) est un jeu vidéo de puzzle sorti en 1999 sur Nintendo 64. Le jeu a été développé par Realtime Associates et édité par Kemco.

## Système de jeu
Le gameplay consiste à faire exploser des parcelles en créant des réactions en chaîne avec une quantité limitée d'explosifs.